# Erster Seelord
Erster Seelord und Chef des Marinestabs (englisch First Sea Lord and Chief of the Naval Staff) ist im Vereinigten Königreich heute die ranghöchste Dienststellung innerhalb der Royal Navy. Der Erste Seelord ist heute innerhalb des britischen Verteidigungsministeriums zugleich Chef des Stabes der Royal Navy (Chief of Naval Staff). Die Abkürzung lautet 1SL/CNS. Das Amt ist nicht zu verwechseln mit dem des Ersten Lords der Admiralität, das der Funktion des Marineministers entspricht.

## Geschichte
Die Dienststellung des Ersten Seelords ist aus dem Posten des First Naval Lord hervorgegangen, der von 1828 bis 1904 existierte. Die Position änderte sich im Lauf der Geschichte, wobei die Geschichte des Ersten Seelords eng mit der Geschichte der britischen Admiralität verbunden ist.
Ursprünglich lag die Verantwortung für die Führung der Royal Navy bei einer einzelnen Person, dem Lord High Admiral. Ab dem 18. Jahrhundert wurde diese Aufgabe aber meist durch einen Ausschuss erfüllt, das Board of Admiralty. Die Mitglieder dieses Ausschusses wurden als Lords Commissioner of the Admiralty bezeichnet und setzten sich aus Admiralen der Royal Navy sowie aus Zivilisten zusammen. Die Admirale im Board of Admiralty wurden als „Seelords“ bezeichnet. Es gab davon zuletzt fünf, wobei dem Ersten Seelord die operative Leitung der Royal Navy unterstand. Den Vorsitz über das gesamte Board of Admiralty führte der First Lord of the Admiralty („Erster Lord der Admiralität“), der üblicherweise dem Kabinett angehörte und nach 1806 stets ein Zivilist war. Er hatte die politische Verantwortung für die Royal Navy zu tragen und wurde von daher auch als „Marineminister“ bezeichnet.
Die beschriebene Organisationsstruktur innerhalb der britischen Admiralität bestand noch bis in die zweite Hälfte des 20. Jahrhunderts. 1964 wurden alle bisherigen Funktionen der Admiralität dem in diesem Jahr neu geschaffenen Verteidigungsministerium des Vereinigten Königreichs übertragen. Innerhalb des Verteidigungsministeriums wurden neue Dienststellen  geschaffen, die zum Teil die Namen früherer Behörden erhielten, und auch der Name Erster Seelord für den operativen Leiter der Royal Navy wurde nach 1964 weiter beibehalten.
Das formelle Flaggschiff des Ersten Seelords war die Victory von 1737. Nachdem die Victory 1744 im Sturm gesunken war, wurde die Victory von 1759 das neue Flaggschiff, das es auch bis heute noch ist, obwohl es als Museumsschiff im Portsmouth Historic Dockyard im Trockendock liegt. Bekanntheit erlangte die Victory als Flaggschiff von Vizeadmiral Nelson in der Seeschlacht von Trafalgar und ist das älteste in Dienst befindliche Kriegsschiff.

## First Naval Lords (1828–1904)
| Bild                                                            | Amtsinhaber                                                     | Amtszeit  |
| --------------------------------------------------------------- | --------------------------------------------------------------- | --------- |
| Admiral of the Fleet Sir George Cockburn, 10. Baronet           | Admiral of the Fleet Sir George Cockburn, 10. Baronet           | 1828–1830 |
| Vice-Admiral of the Blue Sir Thomas Masterman Hardy, 1. Baronet | Vice-Admiral of the Blue Sir Thomas Masterman Hardy, 1. Baronet | 1830–1834 |
| George Heneage Lawrence Dundas                                  | Rear Admiral George Heneage Lawrence Dundas                     | 1834      |
| Admiral Sir Charles Adam                                        | Admiral Sir Charles Adam                                        | 1834      |
| Admiral of the Fleet Sir George Cockburn, 10. Baronet           | Admiral of the Fleet Sir George Cockburn, 10. Baronet           | 1834–1835 |
| Admiral Sir Charles Adam                                        | Admiral Sir Charles Adam                                        | 1835–1841 |
| Admiral of the Fleet Sir George Cockburn, 10. Baronet           | Admiral of the Fleet Sir George Cockburn, 10. Baronet           | 1841–1846 |
| Admiral of the Fleet Sir William Parker, 1. Baronet             | Vice Admiral Sir William Parker, 1. Baronet                     | 1846      |
| Admiral Sir Charles Adam                                        | Admiral Sir Charles Adam                                        | 1846–1847 |
| Admiral Sir James Whitley Deans Dundas                          | Admiral Sir James Whitley Deans Dundas                          | 1847–1852 |
| Admiral Sir Maurice Berkeley, 1. Baron FitzHardinge             | Admiral Sir Maurice Frederick FitzHardinge Berkeley             | 1852      |
|                                                                 | Vice-Admiral Hyde Parker                                        | 1852–1854 |
| Admiral Sir Maurice Berkeley, 1. Baron FitzHardinge             | Admiral Sir Maurice Frederick FitzHardinge Berkeley             | 1854–1857 |
| Vice Admiral Sir Richard Saunders Dundas                        | Vice Admiral Sir Richard Saunders Dundas                        | 1857–1858 |
|                                                                 | Admiral Sir William Fanshawe Martin, 4. Baronet                 | 1858–1859 |
| Vice Admiral Sir Richard Saunders Dundas                        | Vice Admiral Sir Richard Saunders Dundas                        | 1859–1861 |
|                                                                 | Admiral Sir Frederick William Grey                              | 1861–1866 |
| Admiral of the Fleet Sir Alexander Milne, 1. Baronet            | Admiral of the Fleet Sir Alexander Milne, 1. Baronet            | 1866–1868 |
| Admiral Sir Sydney Colpoys Dacres                               | Admiral Sir Sydney Colpoys Dacres                               | 1868–1872 |
| Admiral of the Fleet Sir Alexander Milne, 1. Baronet            | Admiral of the Fleet Sir Alexander Milne, 1. Baronet            | 1872–1876 |
| Admiral Sir Hastings Yelverton                                  | Admiral Sir Hastings Yelverton                                  | 1876–1877 |
| Admiral Sir George Wellesley                                    | Admiral Sir George Wellesley                                    | 1877–1879 |
| Admiral Sir Astley Cooper Key                                   | Admiral Sir Astley Cooper Key                                   | 1879–1885 |
| Arthur Hood, 1. Baron Hood of Avalon                            | Admiral Arthur Hood, 1. Baron Hood of Avalon                    | 1885–1886 |
| John Hay                                                        | Admiral of the Fleet Lord John Hay                              | 1886      |
| Arthur Hood, 1. Baron Hood of Avalon                            | Admiral Arthur Hood, 1. Baron Hood of Avalon                    | 1886–1889 |
| Richard Vesey Hamilton                                          | Admiral Sir Richard Vesey Hamilton                              | 1889–1891 |
| Admiral Sir Anthony Hoskins                                     | Admiral Sir Anthony Hoskins                                     | 1891–1893 |
| Admiral of the Fleet Sir Frederick Richards                     | Admiral of the Fleet Sir Frederick Richards                     | 1893–1899 |
| Admiral of the Fleet Lord Walter Kerr                           | Admiral of the Fleet Lord Walter Kerr                           | 1899–1904 |

## First Sea Lords (1904–heute)
| Bild | Amtsinhaber                                                                | Amtszeit  |
| --- | -------------------------------------------------------------------------- | --------- |
| John Fisher, 1. Baron Fisher                                                                                | Admiral of the Fleet Sir John Fisher                                       | 1904–1910 |
| Admiral of the Fleet Sir Arthur Wilson                                                                      | Admiral of the Fleet Sir Arthur Wilson                                     | 1910–1911 |
| Sir Francis Bridgeman                                                                                       | Admiral Sir Francis Charles Bridgeman                                      | 1911–1912 |
| Prinz Ludwig Alexander von Battenberg                                                                       | Admiral Prinz Ludwig Alexander von Battenberg                              | 1912–1914 |
| John Fisher, 1. Baron Fisher                                                                                | Admiral of the Fleet John Fisher, 1. Baron Fisher                          | 1914–1915 |
| Henry Bradwardine Jackson                                                                                   | Admiral Sir Henry Bradwardine Jackson                                      | 1915–1916 |
| John Jellicoe, 1. Earl Jellicoe                                                                             | Admiral of the Fleet John Jellicoe, 1. Earl Jellicoe                       | 1916–1917 |
| Rosslyn Erskine Wemyss, Baron Wester Wemyss by Sir William Orpen                                            | Admiral of the Fleet Rosslyn Wemyss, 1. Baron Wester Wemyss                | 1917–1919 |
| David Beatty, 1st Earl Beatty by William Orpen                                                              | Admiral of the Fleet David Beatty, 1. Earl Beatty                          | 1919–1927 |
| Admiral Charles Madden, 1. Baronet (Gemälde von Reginald Eves, 1922)                                        | Admiral of the Fleet Sir Charles Madden, 1. Baronet                        | 1927–1930 |
| Admiral of the Fleet Sir Frederick Field                                                                    | Admiral of the Fleet Sir Frederick Field                                   | 1930–1933 |
| Admiral of the Fleet Sir Ernle Chatfield                                                                    | Admiral of the Fleet Ernle Chatfield, 1. Baron Chatfield                   | 1933–1938 |
| Admiral Sir Roger Backhouse                                                                                 | Admiral Sir Roger Backhouse                                                | 1938–1939 |
| Admiral of the Fleet Sir Alfred Dudley Pickman Rogers Pound                                                 | Admiral of the Fleet Sir Dudley Pound                                      | 1939–1943 |
| Admiral of the Fleet Sir Andrew Cunningham                                                                  | Admiral of the Fleet Andrew Cunningham, 1. Viscount Cunningham of Hyndhope | 1943–1946 |
| Admiral of the Fleet Sir John Henry Dacres Cunningham                                                       | Admiral of the Fleet Sir John Cunningham                                   | 1946–1948 |
| Admiral of the Fleet Bruce Austin Fraser, 1st Baron Fraser of North Cape                                    | Admiral of the Fleet Bruce Fraser, 1. Baron Fraser of North Cape           | 1948–1951 |
| Admiral of the Fleet Sir Rhoderick McGrigor                                                                 | Admiral of the Fleet Sir Rhoderick McGrigor                                | 1951–1955 |
| Admiral of the Fleet Louis Francis Albert Victor Nicholas George Mountbatten, 1st Earl Mountbatten of Burma | Admiral of the Fleet Louis Mountbatten, 1. Earl Mountbatten of Burma       | 1955–1959 |
| | Admiral of the Fleet Sir Charles Lambe                                     | 1959–1960 |
| | Admiral of the Fleet Sir Caspar John                                       | 1960–1963 |
| | Admiral Sir David Luce                                                     | 1963–1966 |
| | Admiral of the Fleet Sir Varyl Begg                                        | 1966–1968 |
| | Admiral of the Fleet Sir Michael Le Fanu                                   | 1968–1970 |
| | Admiral of the Fleet Sir Peter Hill-Norton                                 | 1970–1971 |
| | Admiral of the Fleet Sir Michael Pollock                                   | 1971–1974 |
| | Admiral of the Fleet Sir Edward Beckwith Ashmore                           | 1974–1977 |
| | Admiral of the Fleet Sir Terence Lewin                                     | 1977–1979 |
| | Admiral of the Fleet Sir Henry Leach                                       | 1979–1982 |
| | Admiral of the Fleet Sir John Fieldhouse                                   | 1982–1985 |
| | Admiral of the Fleet Sir William Staveley                                  | 1985–1989 |
| | Admiral of the Fleet Sir Julian Oswald                                     | 1989–1993 |
| | Admiral of the Fleet Sir David Benjamin Bathurst                           | 1993–1995 |
| Admiral Sir Jock Slater                                                                                     | Admiral Sir John Cunningham Kirkwood Slater                                | 1995–1998 |
| Admiral Sir Michael Boyce                                                                                   | Admiral Sir Michael Boyce                                                  | 1998–2001 |
| | Admiral Sir Nigel Essenhigh                                                | 2001–2002 |
| Admiral Sir Alan West                                                                                       | Admiral Sir Alan West                                                      | 2002–2006 |
| Admiral Sir Jonathon Band                                                                                   | Admiral Sir Jonathon Band                                                  | 2006–2009 |
| Admiral Sir Mark Stanhope                                                                                   | Admiral Sir Mark Stanhope                                                  | 2009–2013 |
| Admiral Sir George Zambellas                                                                                | Admiral Sir George Zambellas                                               | 2013–2016 |
| Admiral Sir Philip Jones                                                                                    | Admiral Sir Philip Jones                                                   | 2016–2019 |
| Tony Radakin 2019                                                                                           | Admiral Sir Tony Radakin                                                   | 2019–2021 |
| Sir Ben Key                                                                                                 | Admiral Sir Ben Key                                                        | 2021–2025 |
| | General Sir Gwyn Jenkins                                                   | Seit 2025 |